# اندرو بارن
اندرو بارن (انگلیسی: Andrew Barron؛ زادهٔ ۲۴ دسامبر ۱۹۸۰) یک بازیکن فوتبال اهل نیوزیلند است.
وی همچنین در تیم ملی فوتبال نیوزیلند بازی کرده‌است.